# Джош Брейнард
Джош «Gnar» Брейнард (англ. Josh Brainard) - американський музикант, колишній учасник метал-гурту Slipknot і нинішній учасник гурту On a Pale Horse.
Псевдонім «Gnar» був даний йому через його звички постійно хрустіти суглобами пальців.

## Біографія
До участі в Slipknot Джош грав у багатьох групах - VeXX , Body Pit , і Inveigh Catharsis .
Джош приєднався до Slipknot у вересні 1995 як гітарист. Джош брав участь у записі альбомів «Mate.Feed.Kill.Repeat.» та Slipknot але пізніше був замінений Джеймсом Рутом. Він також займався костюми та популяризацією групи. На однойменному альбомі групи він брав участь у записі всіх пісень, крім «Purity» в записі якої вже брав участь Джеймс Рут. Після того, як пішов зі Slipknot наприкінці 1998 року, він приєднався до групи «Undone».
Також він записав два альбоми з Vanilla Ice («Hard To Swallow» та «Bipolar»).
В даний час він грає у On a Pale Horse.